# Philogenia sucra
Philogenia sucra är en trollsländeart som beskrevs av Meryle Byron Dunkle 1986. Philogenia sucra ingår i släktet Philogenia och familjen Megapodagrionidae. IUCN kategoriserar arten globalt som otillräckligt studerad. Inga underarter finns listade i Catalogue of Life.